# Síndrome de SAR
El síndrome de SAR (donde "SAR" significa "síndrome de acrónimo redundante", lo que hace que la frase "síndrome de SAR" sea homológica) es el uso de una o más de las palabras que componen un acrónimo (u otro inicialismo) junto con la forma abreviada. Esto significa, en efecto, repetir una o más palabras del acrónimo. Tres ejemplos comunes son "número PIN" / " número VIN" (la "N" en PIN y VIN significa "número"). El término síndrome SAR se acuñó en 2001 en una columna en New Scientist.
Muchas guías de estilo desaconsejan el uso de estos acrónimos redundantes, pero siguen utilizándose ampliamente en el habla coloquial.

## Ejemplos
- Virus del VIH (virus del virus de la inmunodeficiencia humana)[5]
- Código UPC (código de código de producto universal)[6]

## Razones de su uso
Aunque hay muchos casos en la edición en los que la eliminación de la redundancia mejora la claridad, el ideal de lógica pura de redundancia cero rara vez se mantiene en los lenguajes humanos. Bill Bryson dice:  "No todas las repeticiones son malas. Se puede usar para lograr un efecto. ..., o por claridad. Los 'países de la OPEP' y el ' virus del VIH ' son todos técnicamente redundantes porque la primera palabra ya está contenida en la abreviatura, pero solo los más quisquillosos los deplorarían. De manera similar, en 'Borra esa sonrisa de tu cara' las dos últimas palabras son tautológicas (no hay otro lugar donde pueda estar una sonrisa) pero la oración no se mantendría sin ellas" 
Una cantidad limitada de redundancia puede mejorar la efectividad de la comunicación, ya sea para todos los lectores o al menos para ofrecer ayuda a aquellos lectores que la necesiten. Un ejemplo fonético de ese principio es la necesidad de deletrear alfabetos en radiotelefonía. Algunas instancias de SAR pueden verse como ejemplos sintácticos del principio. La redundancia puede ayudar al oyente al proporcionar contexto y disminuir el " cociente de sopa de letras " (la sobreabundancia críptica de abreviaturas y acrónimos) de la comunicación.
Los acrónimos e iniciales de idiomas extranjeros a menudo se tratan como morfemas no analizados cuando no se traducen. Por ejemplo, en francés, "le protocole IP" (el protocolo de protocolo de Internet) se usa a menudo, y en inglés "por favor RSVP " (aproximadamente "por favor responda por favor") es muy común. Esto ocurre por las mismas razones lingüísticas que hacen que muchos topónimos sean tautológicos. La tautología no es analizada por la mente en la mayoría de los casos de uso en el mundo real (en muchos casos porque el significado de la palabra extranjera no se conoce de todos modos; en otros, simplemente porque el uso es idiomático).

## Contraejemplos
A veces, la presencia de palabras repetidas no crea una frase redundante. Por ejemplo, "luz láser (amplificación de luz por emisión estimulada de radiación, en inglés light amplification by stimulated emission of radiation)" es luz producida por un proceso de amplificación de luz.